# Okirat
Az okirat (vagy pecséttel ellátott okirat vagy ünnepélyes okirat) az angolszász jogrendszerre jellemző magánjogi aktus, amelyet alaki követelmények sorozata jellemez, beleértve az írásos formát is.

## Forma
Az okiratot írásban kell elkészíteni. Érvényessége a következő további formai követelményektől is függ:
- tartalmaznia kell annak kifejezett jelzését, hogy okiratról van szó;
- tartalmaznia kell annak jelzését, hogy magával az aktussal egy alany (a szerző vagy készítő) átad valamit (jogot, árut stb.) egy másik alanynak (a címzettnek);[2]
- legalább egy tanú jelenlétében, azaz ünnepélyes formában kell megalkotni. Bizonyos esetekben azonban legalább két tanúra van szükség;
- a szerzőnek és a tanúknak alá kell írniuk. Régebben a szerző pecsétjét is viselnie kellett, míg az aláírás nem volt kötelező; azonban a legtöbb joghatóságban a pecsét ma már nem szükséges, és helyettesíthető a „pecsétként” vagy „LS” (a loco sigilli mozaikszó rövidítése) szavakkal;
- azt a szerzőnek kell eljuttatnia (delivery) a címzetthez, és az utóbbinak el kell fogadnia (acceptance).[3]

Az okirat kézbesítése befejezi az ügyletet és kötelező érvényűvé teszi. A hatályosulás kezdete azonban elhalasztható, ha az kiratot letétben kézbesítik: ebben az esetben azt harmadik félnek (letéti ügynök) kézbesítik, akinek viszont a szerződés lejártakor át kell adnia a szerződő félnek, határidő vagy egy bizonyos feltétel teljesülése után.
Az okirat lehet egyoldalú, egyetlen fél által aláírt okirat (deed poll), vagy két- vagy többoldalú, amelyet két vagy több, kölcsönös átruházást végző fél ír alá, jelenleg az átadó szerző, most a másik fél átvevő szerepét vállalva. Ez utóbbi esetben indenture-ről beszélünk, mivel régebben az volt a szokás, hogy az okirat több eredeti példányát egy lapra készítették, majd úgy választották el őket, hogy magát a lapot egy behúzott vagy hullámos vonal mentén levágták, hogy az élek révén ellenőrizni lehessen közös eredetüket.

## Felhasználásai
Az okiratra előírt formaságok betartása lehetővé teszi olyan ígérvények kötelezővé tételét, amelyek a közjogi rendszerekben értelmezett módon nem képezhettek szerződést (contract), mivel hiányzik belőlük az ellenszolgáltatás, vagyis a kapcsolat más ígérvényekkel, amelyekkel cserébe kerül sor.
Az okiratot többek között adományozásra (ajándékozási okirat), egyoldalú ígéretre (egyezségi okirat), ügyletre (egyezségi okirat), dologi jog alapítására (adományozási okirat), tartozás elengedésére használják (átengedési okirat), vagyonkezelők alapítására (vagyonkezelői okirat) és ingatlanjog átruházására (átruházási okirat). Meghatalmazásként és végrendeletként is használják. Angliában és Walesben, Írországban és néhány korábbi brit birtokon egy személy névváltoztatási okirattal megváltoztathatja családi vagy keresztnevét.
A szerződés megköthető okirat formájában is, bár ez nem szükséges, tekintettel arra, hogy ellenérték létezik. Ebben az esetben specialitásról (vagy okirattal vagy pecséttel ellátott szerződésről) beszélünk, szemben az egyszerű szerződéssel (feltételes vagy informális szerződéssel), amelyet szóban vagy írásban kötnek meg, különösebb alaki követelmények nélkül. Másrészt az okirat formájában megkötött ügyletek nagy része a polgári jogi rendszerekben egyoldalú szerződésnek minősülne, míg a common law rendszerek ellenszolgáltatás hiányában nem sorolják a szerződések közé.

## Okirat és közjegyzői okirat
Az okirat némi hasonlóságot mutat a polgári jogi országokra jellemző közjegyzői okirattal, ezért a kifejezést néha még egyes szótárak is „rogito” vagy „közjegyzői okirat” néven fordítják. Valójában a két számot nagyon el kell különíteni, már csak azért is, mert az okiratra jellemző, hogy közjegyző készíti, miközben az okirat érvényességéhez nincs szükség közjegyző vagy más közfeladatot ellátó személy közreműködésére. amely tehát hasonló a magánmegállapodáshoz, bár különleges alaki követelmények vonatkoznak rá. Ez nem zárja ki, hogy a közjegyző, egy olyan aktor, aki szintén különbözik az ún. polgári jogi országok latin nyelve felkérhető az okmány elkészítésére (az Egyesült Államok és Kanada többségében azonban nem), tanúként aláírhatja, vagy az elhelyezett aláírások hitelesítésére, vagy akár arra is, hogy ez utóbbi alaki követelményeket bizonyos esetekben törvény írja elő.

## Fordítás
- Ez a szócikk részben vagy egészben  a   Deed című olasz Wikipédia-szócikk ezen változatának fordításán alapul.  Az eredeti cikk szerkesztőit annak laptörténete sorolja fel. Ez a jelzés csupán a megfogalmazás eredetét és a szerzői jogokat jelzi, nem szolgál a cikkben szereplő információk forrásmegjelöléseként.